# Apqusiurniq Island
Apqusiurniq Island – niezamieszkana wysepka należąca do Archipelagu Arktycznego, znajdująca się w regionie Kivalliq, Nunavut, Kanada.